# Belianes
Belianes település Spanyolországban, Lleida tartományban. Belianes Bellpuig, Preixana, Sant Martí de Riucorb, Maldà, Arbeca és Vilanova de Bellpuig községekkel határos. Lakosainak száma 517 fő (2024).

## Népesség
A település lakosságának változását az alábbi diagram mutatja:
| Lakosok száma | 160  | 1360 | 1133 | 961  | 598  | 608  | 589  | 555  | 525  | 517  |
|               | 1717 | 1887 | 1936 | 1960 | 1986 | 2004 | 2009 | 2014 | 2019 | 2024 |